# Богатово (Полесский район)
Богатово — посёлок в Полесском районе Калининградской области. Входит в состав Саранского сельского поселения. Железнодорожная станция на линии Калининград - Советск.

## Население
| 2002 | 2010 | 2012 | 2013 |
| ---- | ---- | ---- | ---- |
| 96   | ↗112 | ↗152 | ↗159 |

## История
Населенный пункт Айхенроде в 1946 году был переименован в поселок Богатово.